# 1765년
1765년은 화요일로 시작하는 평년이다.

## 연호
- 청(淸) 건륭(乾隆) 30년
- 일본(日本) 메이와(明和) 2년
- 후 레 왕조(後黎朝) 까인흥(景興) 26년

## 기년
- 류큐(琉球) 쇼보쿠왕(尚穆王) 14년
- 청(淸) 고종 건륭제(高宗 乾隆帝) 30년
- 조선(朝鮮) 영조(英祖) 41년
- 후 레 왕조(後黎朝) 현종(顯宗) 26년

## 사건
- 3월 22일, 영국, 조지 3세가 인지세법을 재가하였다.
- 11월 1일, 영국에서 인지세법이 시행되었다.
- 영국, 제임스 하그리브스가 방적기를 발명하였다.

## 탄생
- 3월 7일 - 프랑스의 발명가 조제프 니세포어 니엡스. (~1833년)
- 7월 10일 - 러시아 제국의 장군 표트르 바그라티온. (~1812년)
- 8월 21일 - 영국 하노버 왕가의 5번째 국왕 윌리엄 4세. (~1837년)
- 9월 18일 - 254대 로마의 교황 교황 그레고리오 16세. (~1846년)
- 11월 14일 - 미국의 공학자이자 발명가 로버트 풀턴. (~1815년)
- 12월 8일 - 미국의 발명가 일라이 휘트니. (~1825년)

### 미상
- 조선의 후기 문신 김조순. (~1832년)

## 사망
- 8월 18일 - 신성 로마 제국의 황제 프란츠 1세. (1708년~)
- 12월 20일 - 루이 15세의 아들 루이 드 프랑스. (1729년~)